# Герб Кременчуга
Герб Кременчуга (укр. Герб Кременчука) — один из официальных символов города Кременчуга Полтавской области Украины. Современный герб был утверждён 21 сентября 1995 года.
Автор — А. Гречило.

## Описание
В лазоревом поле серебряный пояс. Щит обрамлён декоративным картушем и увенчан серебряной городской короной с тремя башенками.
Герб символизирует географическое положение города: серебряная полоса означает реку Днепр, которая протекает через город.

## История

### Герб периода Российской Империи
Герб российского периода утверждён 24 апреля 1798 года. Он иллюстрировал географическое положение города: в синем поле серебряная полоса означает реку Днепр, которая протекает через город.

### Проект Бориса Кене

Проект герба 1866 г.

6 июля 1866 году на основе старого разработан новый герб. Автором проекта был Борис Кене. В синем поле серебряная полоса. В верхней части герб Полтавской губернии. Щит увенчан серебряной городской короной с тремя башенками и обрамленный двумя золотыми колосками, обвитыми Александровской лентой.

### Герб советского периода
Герб был утверждён 30 июля 1971 года решением N344 исполнительного комитета городского совета. В красном щите — синий щиток, увенчанный половиной шестерёнки, в котором три разомкнутых волнистых нитяных пояса. В половине шестерни — золотые серп и молот. Пояса означают реку Днепр, которую пересекает мост в топографическом изображении. Герб имеет узкую серебристую кайму. Автор — Л. Сидоренко.

### Современный герб
Современный герб утверждён 21 сентября 1995 года решением Кременчугского городского совета.